# カール・アドルフ・アガード

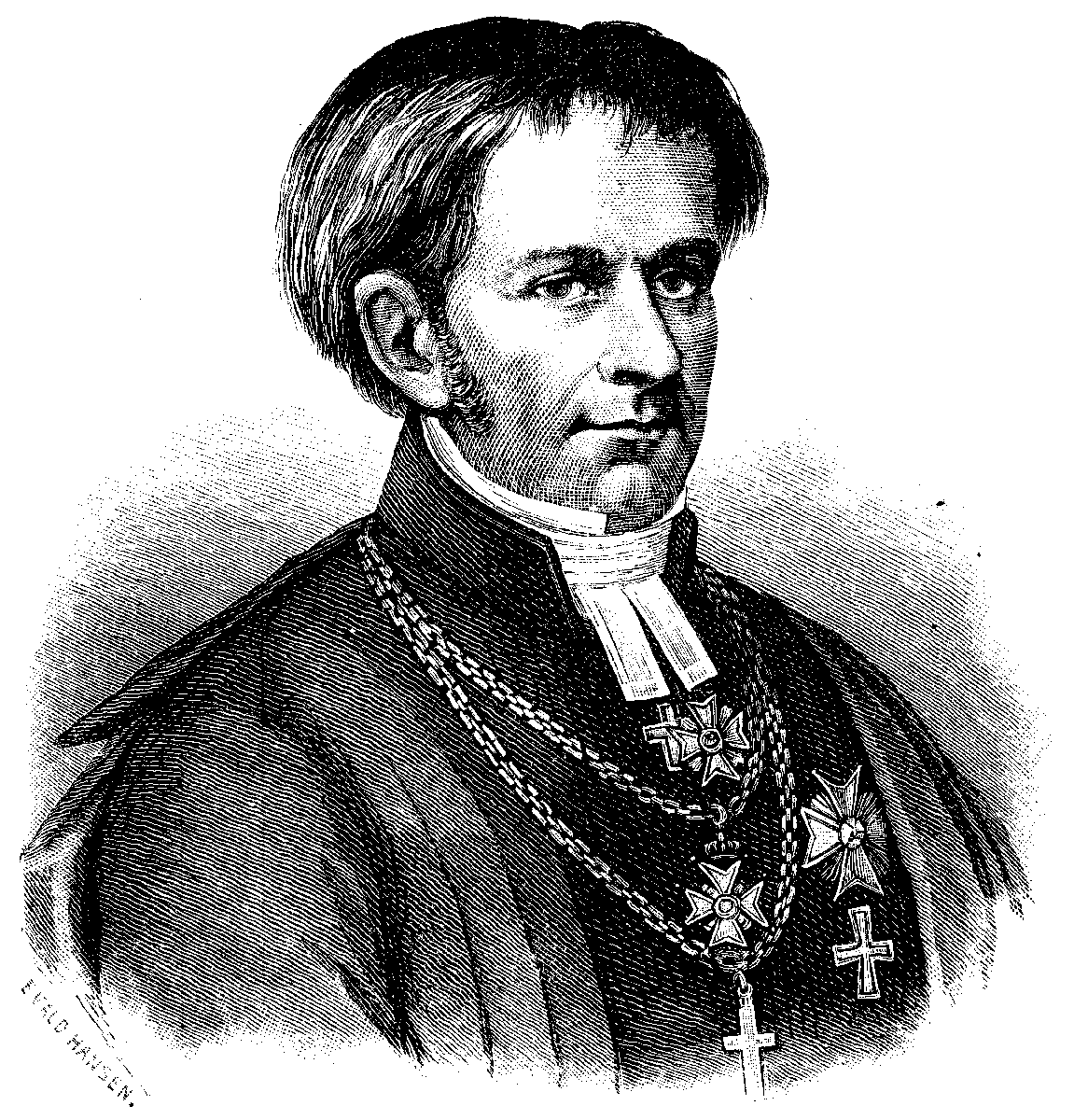
Carl Adolph Agardh

カール・アドルフ・アガード（Carl Adolph Agardh、1785年1月23日 - 1859年1月28日）はスウェーデンの植物学者である。

## 生涯
ボーステッド（Båstad）の商人の息子に生まれた。1799年からルンド大学で科学と数学を学び、1805年に学位を得た。ルンド大学に残り、1807年から数学、植物学、経済学の講師を務め、1812年に植物学、経済学の教授となった。1813年からストックホルム大学で植物研究を始め、同僚のオロフ・ペータ・シュヴァルツ（Olof Peter Swartz）の勧めで特に、隠花植物の研究を行った。
1816年に教職のまま、ルンドの聖ペテロ修道院教会（S:t Peters klosters församling）の司祭に任じられた。1819年にドイツ自然科学アカデミー・レオポルディーナの会員に選ばれた。1831年にはスウェーデン・アカデミーの終身会員となった。1834年にカールスタード（Karlstad）の司教に任じられた。
植物学の分野では藻類の分類に関して業績をあげた。経済学の著作もあり、スウェーデンの学校制度の改革に貢献した。
息子のヤコブ・ゲオルグ・アガード（Jacob Georg Agardh：1813-1901）も植物学者となり、孫のグスタフ・フローディング（Gustaf Fröding）はスウェーデンの重要な詩人である。

## 著書
- Synopsis algarum Scandinaviae (Lund 1817)
- Species algarum rite cognitae etc. (das. u. Greifsw. 1823-28, 2 Bde.)
- Icones algarum europaearum (Leipz. 1828-35)
- Systema algarum (Lund 1824)
- Essai de réduire la physlologie végétale à des principes fondamentaux (Lund 1828)
- Essai sur le développement intérieur des plantes (das. 1829)
- Lärobok i botanik (Malmö 1830-32, 2 Bde.; deutsch, 1. Teil: Organographie der Pflanzen, von L. v. Meyer, Kopenh. 1831; 2. Teil: Allgemeine Biologie der Pflanzen, von Creplin, Greifsw. 1832)
- Försök till en statsökonomisk statistik öfver Sverige (mit Ljungberg, Stockh. 1852-63, 4 Bde.)